# Lappwald (Naturschutzgebiet)
Der Lappwald ist ein Naturschutzgebiet im gemeindefreien Gebiet Helmstedt im Landkreis Helmstedt in Niedersachsen.

## Allgemeines
Das Naturschutzgebiet mit dem Kennzeichen NSG BR 106 ist rund 495 Hektar groß. Es ist Bestandteil des FFH-Gebietes „Wälder und Pfeifengras-Wiesen im südlichen Lappwald“. Das 1972 ausgewiesene, 51,1 Hektar große Naturwaldreservat „Walbecker Warte“ und das 1996 ausgewiesene, 59,7 Hektar große Naturwaldreservat „Butterberg“ sind Bestandteil des Naturschutzgebietes. Im Norden und Osten grenzt es direkt an das Naturschutzgebiet „Bachtäler des Lappwaldes“ in Sachsen-Anhalt, im Süden und Westen an das Landschaftsschutzgebiet „Lappwald“. Das Gebiet steht seit dem 4. Mai 1993 unter Naturschutz. Zuständige untere Naturschutzbehörde ist der Landkreis Helmstedt.

## Beschreibung
Das Naturschutzgebiet liegt nordöstlich von Helmstedt innerhalb des Naturparks Elm-Lappwald. Es stellt einen Teil des Lappwaldes unter Schutz. Das Naturschutzgebiet wird von Hainsimsen-Buchenwald, Eichen-Hainbuchenwald und Erlen-Eschenwald geprägt, welche überwiegend auf wasserundurchlässigen, tonigen Ablagerungen des Keuper und des Jura stocken. Der wasserundurchlässige Boden führt zu weit verbreiteter Wechselfeuchtigkeit. Teilweise sind auch nicht standorttypische Nadelwälder zu finden.
Durch das Waldgebiet verlaufen die Täler der natürlich mäandrierenden Bachläufe der Roten Riede, der Düsterbeek und der Riole mit ihren Nebenbächen. Die Wälder in den Tälern der Roten Riede und der Düsterbeek sollen zu Naturwald entwickelt werden und anschließend ihrer natürlichen Sukzession überlassen werden, wie dies bei den vorhandenen Naturwaldreservaten – dem Naturwald „Walbecker Warte“ im Süden und dem Naturwald „Butterberg“ im Westen des Naturschutzgebietes – bereits der Fall ist. Im übrigen Naturschutzgebiet soll der naturnahe Laubwald, welcher extensiv forstwirtschaftlich genutzt wird, erhalten und entwickelt werden.
Im Süden verläuft die historische Helmstedter Landwehr durch das Naturschutzgebiet. In ihrem Verlauf sind die Ruinen zweier als Kulturdenkmäler ausgewiesener Warttürme, die 1. und 2. Walbecker Warte, erhalten.